# Vorstendom Heitersheim
Het Vorstendom Heitersheim was een tot de Boven-Rijnse Kreits behorend vorstendom binnen het Heilige Roomse Rijk en bestuurszetel van het grootprioraat Duitsland van de Maltezer Orde.
Heitersheim komt in 1272 in het bezit van de Orde van Sint Jan. Markgraaf Hendrik II van Baden-Hachberg schenkt de Orde in 1276 de rechtspraak en de voogdij. Sinds 1335 bestaat er een eigen commanderij die verbonden is met de commanderij Freiburg.
In 1428 wijst de Orde de commanderij Heitersheim aan als zetel van de grootprior in Duitsland, maar de verplaatsing vindt pas plaats in 1505. Heitersheim wordt waarschijnlijk bestuurscentrum omdat het rijksonmiddellijk is en over uitgestrekte bezittingen beschikt.
In 1548 wordt grootprior Georg Schilling van Canstatt door keizer Karel V tot rijksvorst verheven. Deze verheffing geldt ook voor zijn opvolgers.
Na 1612 zijn er eindeloze conflicten met Oostenrijk als bezitter van de Breisgau over het overheidsgezag. Pas in 1778 erkent de Orde dat Oostenrijk de facto het gezag voert.
In de Reichsdeputationshauptschluss van 25 februari 1803 wordt in paragraaf 26 vermeld dat de bezittingen van de Maltezer Orde niet geseculariseerd worden. De Orde wordt schadeloos gesteld voor het verlies van de bezittingen op de linker Rijnoever door: het graafschap Bonndorf, de abdijen Sankt Blasien, Sankt Trudpert, Schuttern, Sankt Peter, Tennbach en alle overige stichten, abdijen en kloosters in de Breisgau. Ook in de nieuw samengestelde Rijksdag behoudt de orde haar zetel in de raad der vorsten.
Artikel 13 van de Vrede van Presburg van 26 december 1805 regelde de inlijving van het graafschap Bondorf bij het koninkrijk Württemberg. 
Artikel 19 van de Rijnbondakte van 12 juli 1806 voegde het vorstendom Heitersheim bij het groothertogdom Baden. Op 27 januari 1806 had Baden het vorstendom al bezet.